# Општина Жири
Општина Жири (словен. Žiri) је једна од општина Горењске регије у држави Словенији. Седиште општине је истоимени градић Жири.

## Природне одлике
Рељеф: Општина Жири налази се у средишњем делу државе. Општина се налази усред алпског планинског масива. Северним делом општине пружа се планина Шкофјелошко Хрибовје, а јужним планина Полхограјско Хрибовје. У средини се налази омања долина речице Пољанске Соре. Ова долина је погодна за живот и ту је смештена већина насеља општине.
Клима: У нижим деловима општине влада умерено континентална клима, док у вишим влада њена оштрија, планинска варијанта.
Воде: Главни водоток је речица Пољанска Сора. Сви остали мањи водотоци су притоке ове реке.

## Становништво
Општина Жири је средње густо насељена.

## Насеља општине
| - Брековице - Брезница при Жирех - Горопеке - Жири - Жировски Врх - Забрежник | - Изгорје - Јарчја Долина - Копривник - Лединица - Мрзли Врх - Опале | - Осојница - Подкланец - Рачева - Равне при Жирех - Село - Совра |  |